# Округ Клејтон (Џорџија)
Округ Клејтон (енгл. Clayton County) је округ у америчкој савезној држави Џорџија.

## Демографија
По попису из 2010. године број становника је 259.424, што је 22.907 (9,7%) становника више него 2000. године.
| Група             | 2000.           | 2010.           |
| Белци             | 82.637 (34,9%)  | 36.610 (14,1%)  |
| Афроамериканци    | 121.927 (51,6%) | 171.480 (66,1%) |
| Азијати           | 10.629 (4,5%)   | 12.937 (5,0%)   |
| Хиспаноамериканци | 17.728 (7,5%)   | 35.447 (13,7%)  |
| Укупно            | 236.517         | 259.424         |